# Peperomia puberulispica
Peperomia puberulispica är en pepparväxtart som beskrevs av C. Dc.. Peperomia puberulispica ingår i släktet peperomior, och familjen pepparväxter. Inga underarter finns listade i Catalogue of Life.